# Escudo de Armas de Ciudad Juárez

Escudo de Ciudad Juárez.

El escudo de Ciudad Juárez fue aprobado por el H. Ayuntamiento el 12 de septiembre de 1947, al haber obtenido el primer lugar en el concurso convocado para tal efecto. En este concurso figuraron como jurados el Profesor Francisco R. Almada, el Licenciado Clemente Bolio, y el Profesor Baudelio Pérez Mucharraz. El autor del escudo es el Profesor Armando B. Chávez, y el dibujo y lema son de José B. Cisneros.

## Descripción
Es una cartela barroca dividida en 4 segmentos. Como cima encontramos la cabeza de un cabellero águila azteca adornada.
En el primer cuartel, sobre azur terrado de sinople, 2 cerros de plata y un río de oro, sobre este un puente de plata, en la sección jefe una estrella de 8 puntas plateadas.
En el segundo cuartel sobre azur 4 racimos de uvas y 4 cabezas de vaca, en la parte centra sobre oro un castillo azur, sobre el cual se encuentran cruzados el arcabuz y el lanza.
En el tercer cuartel sobre obre se encuentran 5 llagas de gules, la cerntral surmontada con 3 clavos de plata.
En el cuarto cuartel sobre gules se encuentran 4 engranes y 4 matas de algodón, en la parte central sobre azur la estatua de Benito Juárez rodeada de un candado y una llave, en la parte se abajo en un cuadro blanco se encuentra un rifle azur.
En la punta se encuentra una flor de Castilla, emblemática de la ciudad. En la parte inferior el lema de la ciudad: "Refugio de la Libertad, Custodia de la República."

## Significado
La cima del escudo es una representación clara de nuestras raíces, los caballeros águila ocupaban un lugar muy importante en la antigua nobleza mexicana, sobre todo representa el nacer de una cultura continental.
El primer cuartel es una representación del Paso del Norte, el puente simboliza la frontera y el tráfico de mercancías y de personas, la estrella claramente simboliza el norte.
El segundo cuarte simboliza el pasado de la ciudad, su crecimiento y luchas por subsistir. Los racimos de uva representan los plantíos de viñedos, cultivo que alcanzó un gran desarrollo durante los primeros años.Las cabezas de vaca tienen un doble significado, el primero, en honor de Alvar Núñez Cabeza de Vaca, primer conquistador español en tocar esas tierras y el segundo, la ganadería, actividad económica tan próspera en la zona.
El arcabuz y la lanza significan la lucha librada para entre españoles e indígenas, durante la colonia.
El castillo simboliza la calidad de presidio que tuvo la villa, ya que militares vivieron al servicio de los colonos.
El tercer cuartel recuerda al fundador Fray García de San Francisco, su origen franciscano, este simbolismo era utilizado por los primeros templos y conventos de la ciudad.
El cuarto cuartel sin duda simboliza el presente y el futuro de la ciudad y el municipio, las matas de algodón representan la riqueza agrícola del municipio, los engranes alternados la industria, actividad que ha hecho progresar a la zona. La estatua de Benito Juárez caracteriza a la ciudad y que gracias a ese personaje la ciudad recibe su nombre, la llave y el candado representan que la ciudad es guardián, custodio y defensor de la nacionalidad, la cultura y la libertad.
El rifle representa a la revolución, hecho que marcó tan significativamente al municipio.
En la punta, la flor de Castilla representa a los primeros colonizadores, quienes fueron los que trajeron esas tierras a la región.
En la parte inferior el lema simboliza la época en que el gobierno federal tuvo su sede en Paso del Norte durante la intervención francesa.
- Datos: Q5837870